# 堺公方
堺公方（さかいくぼう）は、大永7年（1527年）から享禄5年（1532年）にかけての足利義維に対する呼称、及びその政権。堺大樹（さかいたいじゅ、大樹は将軍の意）、堺幕府とも呼ばれる。

## 概要
大永7年（1527年）から享禄5年（1532年）にかけて、義維は和泉国堺にあって、異母兄の将軍足利義晴と対峙し、堺公方や堺大樹と呼ばれた。堺公方の奉行人はほとんど幕府同様に文書を発給していたことから、その体制を「堺幕府」と呼ぶ研究者もいる。
永正5年（1508年）以来曲がりなりにも室町幕府を担ってきた管領細川高国の陣営に内紛が起こり、それをきっかけに長らく阿波国に逼塞していた対立陣営の義維・細川晴元・三好元長らが堺に進出し、そこを拠点に将軍・細川管領家（京兆家）家督の座や畿内の支配を目指した。
その活動期間中、将軍義晴はほぼ近江国内に亡命しており、江州大樹（ごうしゅうたいじゅ）などと呼ばれていた。逃走した高国は享禄4年（1531年）に敗れて自害した（大物崩れ）。だが、堺公方側は間もなく内訌を始め、将軍への接近を試みる細川晴元が三好元長を滅ぼすと、義維も阿波へ逃げ、その活動は終了した。
明応の政変以降、足利将軍家は将軍とその対抗者の両流に分かれたが、永正の錯乱・等持院の戦いと時に立場を入れ替え、やはり分裂していた京兆家の一方とそれぞれが結び付きながら相克を繰り返した。堺公方と幕府の両陣営が覇権を争って拮抗したのも、その流れの末に生じた事態であった。この時の堺公方陣営は、幕府並みの体制を敷いて畿内を勢力範囲に収め、しかも幕府側の中核であった細川高国を倒しながら、幕府（義晴政権）に取って代わる前に自壊したのであった。

## 歴史

### 幕府・細川高国政権の崩壊
大永6年（1526年）7月、細川高国は従弟の細川尹賢の讒言を容れ、有力被官の香西元盛を糾問して自害に至らしめた。これが堺公方を軸とした争乱の契機となる。
元盛の兄弟である波多野元清・柳本賢治は、事件の真相を知ると四国阿波の細川氏・三好氏と密かに通じ、10月に反旗を翻した。高国軍は丹波国の八上城・神尾山城に両者を包囲したが、守護代内藤国貞らが離反したため退却。三好勝長・三好政長ら四国勢の先遣軍が12月に堺に上陸して摂津国欠郡の中嶋を占領し、柳本軍も大永7年（1527年）に入って摂津の諸城を攻略した。
2月、高国軍は洛西桂川原の戦いにおいて柳本・三好連合軍に敗れ、将軍足利義晴を奉じて近江の坂本に逃れた。また奉公衆・奉行人ら幕臣も将軍の後を追い、波多野・柳本兄弟が空白地帯となった京都に進駐した。

### 堺公方の系譜

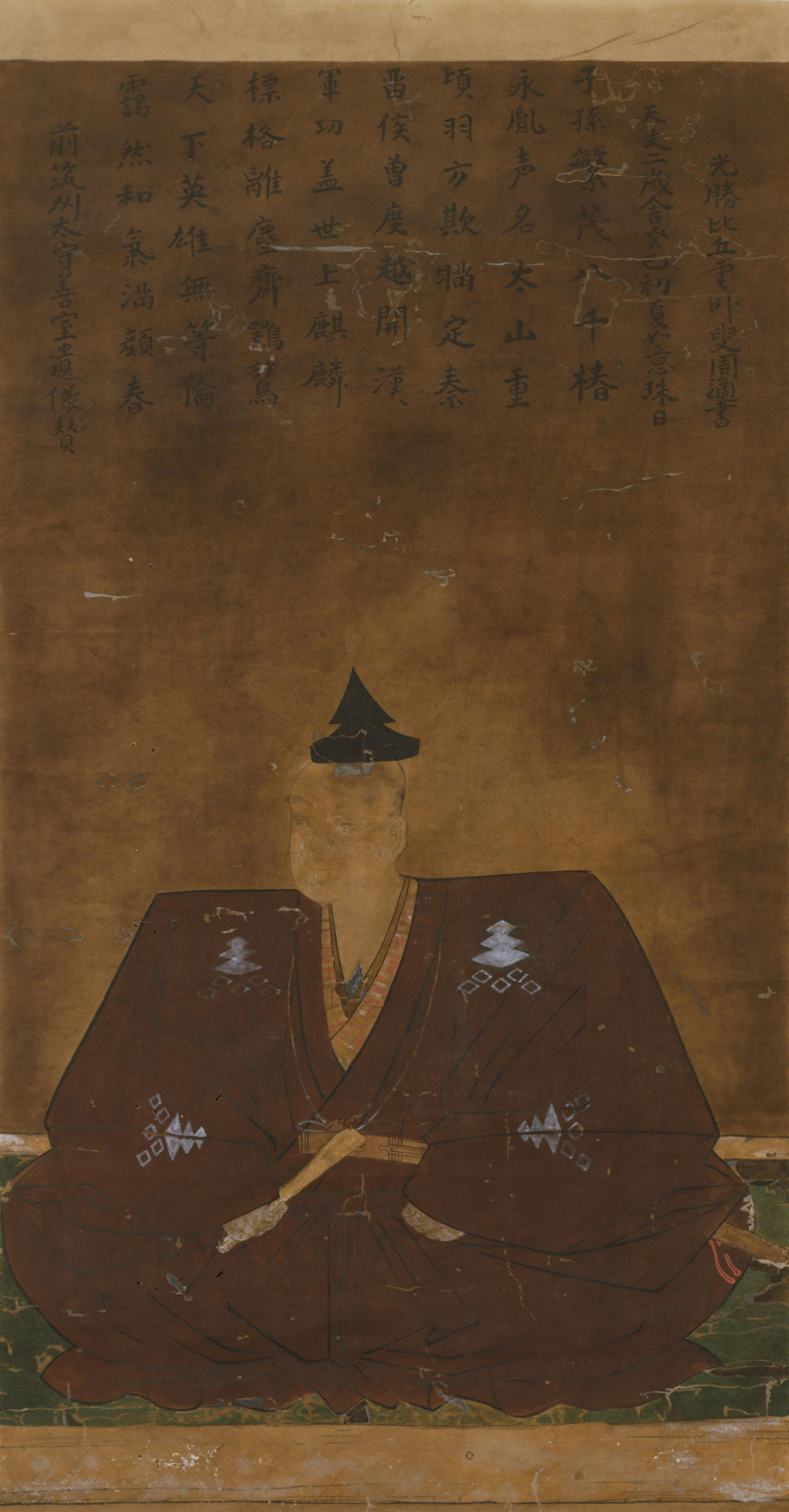
三好元長像（見性寺蔵）

これに遡る永正17年（1520年）にも、阿波の細川澄元・三好之長軍が摂津に侵攻し、細川高国が近江に落ち延びたことがあった。時の将軍足利義稙は疎隔の生じていた高国をこの際見限り、澄元の細川管領家（京兆家）家督を認めた。
ところが、澄元が病に臥せってしまう一方、高国が近江守護六角定頼らの加勢を得て盛り返し、形勢は逆転する。京都等持院の戦いで阿波勢は大敗を喫し、之長は捕われて切腹、澄元は阿波へ逃げ戻った。澄元には、かつて阿波細川家から京兆家の養子に入り、永正の錯乱の過程で家督を継いだものの1年足らずで高国にその地位を追われた過去があったが、失地回復はついにならず、7歳の息子聡明丸（後の晴元）を遺して32歳で病没した。
こうなると、高国から澄元に鞍替えした将軍義稙もその座に留まりがたく、翌年京都を出奔する。実子の無い義稙は、養子を伴って堺から淡路国へ落ちていった。この養子が前の将軍足利義澄の遺児で、後の堺公方足利義維である。そして新将軍には、義澄のもう一人の遺児義晴が迎えられた。大永3年（1523年）、義稙は支援を求めて渡った阿波で死去した。義維・晴元の両人は、晴元の従兄である阿波守護細川氏之の庇護の下で成長したのである。
大永7年3月、京洛の戦況有利により足利義維と細川晴元の二人を擁する三好元長が堺に上陸した。元長は等持院の敗戦で自害した三好之長の孫である。父の三好長秀はそれ以前の永正6年（1509年）に討たれていたから、祖父之長の死後は、若い元長が三好一族の惣領となっていた。京兆家の分国である摂津・丹波から義維・晴元方に帰参した国衆が堺を訪ねてきたが、その中で特に茨木長隆は元長から晴元の筆頭奉行人に抜擢された。
同年7月、義維は従五位下左馬頭に任じられる。これは代々の将軍の叙位任官の先例に沿うものであり、やがて上洛の暁には将軍交代もあると踏んだか、京都の諸権門・公家は義維を「堺公方」「堺大樹」と呼んだ。左馬頭任官以前から奉行人奉書の発給も始まっていた。かつて都落ちをする義稙に付き従った少数の幕府吏僚がいたことがそれを可能にしたのである。堺公方は体制を固めつつあった。

### 三好元長・柳本賢治の対立
大永7年10月、三好元長が高国側の摂津国衆伊丹元扶を攻める間、近江守護六角定頼・越前守護朝倉孝景の援軍を得た将軍義晴と高国の軍が、手薄になった京都に進撃して堺公方側の河内守護畠山義堯（義宣）を破った。これに対して元長が摂津から、柳本賢治が丹波から反撃し、京都郊外でしばらく小規模な戦闘が続いた。
堺公方側が次第に優勢にはなったものの戦線が膠着すると、翌大永8年（1528年）1月、六角定頼の仲介で元長と高国の間に和睦交渉が持たれた。これに反発した波多野・柳本が堺の細川晴元のもとに赴いて讒訴し、晴元が元長との面会を拒むという事態になった。ただ、この交渉は決裂し、将軍と高国は5月に京都を離れ再び近江へ退去した。
元長はこれまでの功により山城国下五郡（京都周辺）の守護代に任じられ、7月に京都で地子銭の徴収を強行したが、京都はもともと波多野・柳本が押さえたものだったから、双方の確執をさらに深めることとなった。
8月、朝廷は大永8年を享禄元年に改めたが、この改元について近江の将軍とは協議しながら堺公方には相談がなかった。朝廷が将軍側ほどには堺公方側を信任していないことを示すものであり、義維の将軍任官も確実視できない。これに不満な堺公方側は、しばらくの間は発給文書に享禄年号を使用しなかった。
三好元長と柳本賢治の内訌は享禄2年（1529年）に入ると激しさを増し、8月に元長が阿波へ逼塞するに至ると、反元長派の三好政長が四国勢を率いることとなった。

### 細川高国との決戦

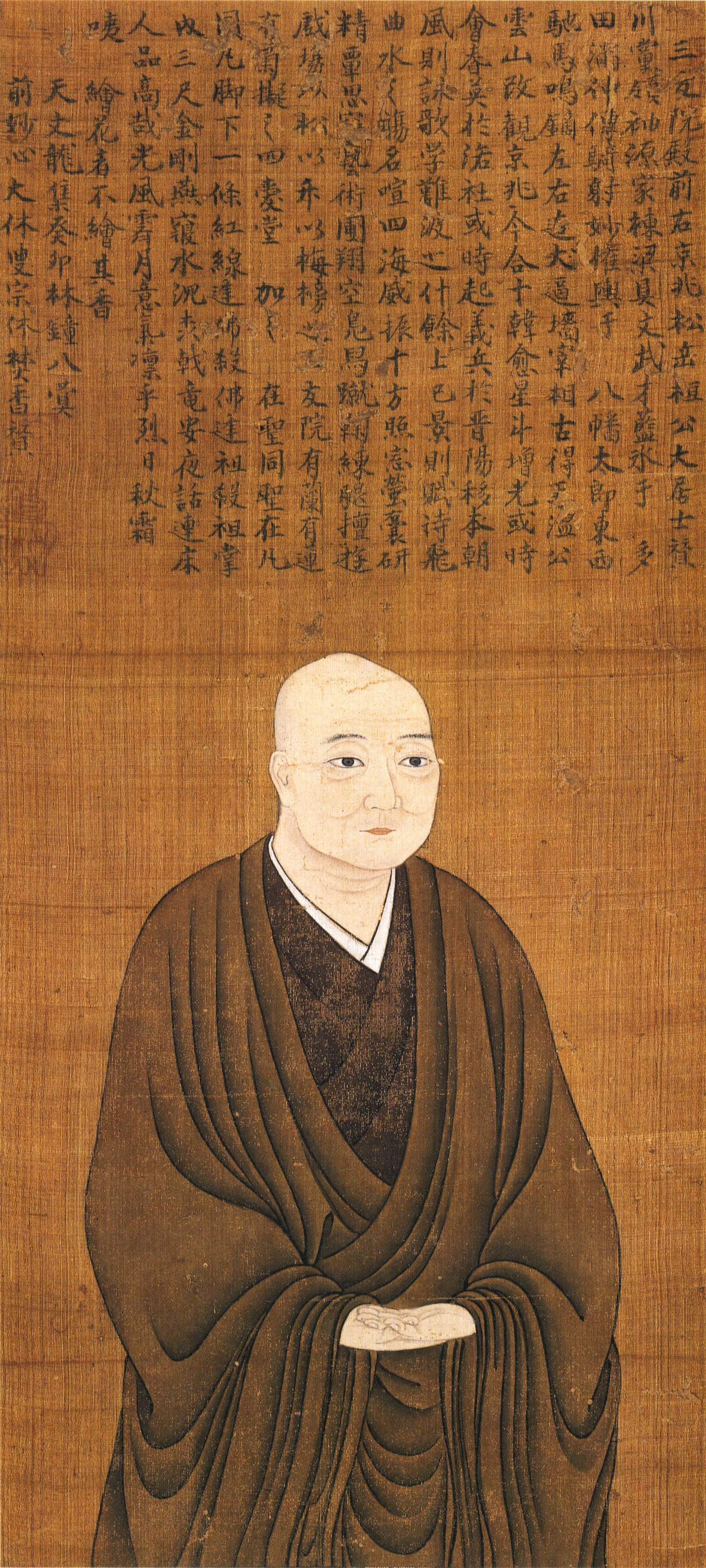
細川高国像（東林院蔵）

その間も高国は再起に向けて執念を燃やし、伊賀の仁木氏、伊勢国司の北畠氏、越前の朝倉氏など諸国を巡って援軍の交渉を繰り返していたが、備前守護代浦上村宗を味方に付けることに成功した。村宗の実力は守護赤松氏を凌ぐほど強勢であったが、将軍支援を名分にさらなる勢力拡大を意図していた。
対する堺公方側は三好元長を失脚させてしまったことで戦力不十分となっており、柳本賢治・松井宗信は将軍側との和睦交渉に乗り出したものの、これは義維・晴元の非難を浴びたため剃髪して謝罪するはめになった。高国・浦上連合軍の侵攻を受けた播磨国衆の要請もあり、賢治は依藤城まで兵を進めたが、享禄3年（1530年）6月に暗殺されてしまう。
高国・浦上軍は8月には摂津へ進出、11月に尼崎城（大物城）を攻め落とす。明けて享禄4年（1531年）2月に伊丹城、3月6日に池田城を落城させた。3月7日には京都も、堺公方側の河内守護代木沢長政が守備を放棄して逃亡したため高国側に帰し、将軍義晴も近江坂本まで出張した。
細川晴元から矢の催促を受けた三好元長は阿波を立ち2月21日には堺に上陸していたが、南下してきた高国・浦上軍の先鋒を3月10日に撃退。25日には阿波守護細川氏之の来援を得、それから2ヶ月間のにらみ合い（天王寺の戦い）が続いたが、6月2日に浦上村宗の主君である播磨守護赤松政村が高国・浦上軍の後詰めに到着した。ところが実は堺公方に人質を送って内応を約していた政村が同4日に背後から襲い掛かり、高国・浦上軍は逃走した（大物崩れ）。尼崎まで退いた高国は三好一秀に捕らえられて切腹を命じられ、6月8日に自害した。

### 「堺公方」の瓦解
細川高国との戦いに四国衆を率いて戦功著しく、三好元長は復権を果たしたが、その分畿内勢力の警戒感も大きかった。摂津国衆は晴元の筆頭奉行人となっていた茨木長隆を通じ、三好政長や木沢長政らに元長の非を訴えた。木沢長政は河内守護代だが、元長派の守護畠山義堯と対立していた。そこで山科本願寺法主証如の後見人蓮淳を通じて細川晴元に接近し、元長の対抗勢力として期待を担うこととなった。堺公方側は幕府の追い落としに進む間もなく内訌を始めるのである。
享禄5年（1532年）1月、元長は大叔父の三好一秀を京都に差し向け、柳本賢治の遺児甚次郎を攻め滅ぼした。これに怒った晴元が元長を討とうとするが、細川氏之が仲裁に入り、元長は堺の顕本寺において出家して謹慎、海雲（開運）と号した。しかし、元長を支援してきた氏之も3月には晴元と義絶して阿波へ引き上げてしまい、晴元と元長の決裂は必至の情勢になった。
元長は河内の畠山義堯や大和国人らと結び、来たるべき対決に備えた。一方の晴元は、茨木長隆らの進言により、敵対を続けてきた将軍義晴との和睦を企てていた。高国という対抗者が消えた以上、晴元には将軍・幕府に帰順して京兆家家督になる可能性が開けたのである。堺公方義維への背信である。元長はあくまで義維を推戴しようとし、畠山義堯も元長に同調したが、阿波勢の庇護を受ける身の上だった晴元にとっては、畿内を基盤とする幕府の権力者の地位は魅力的で、元長に対抗する力を手に入れられるのである。
享禄5年5月、畠山義堯は元長が派遣した三好一秀の援軍とともに飯盛山城の木沢長政を包囲した（飯盛城の戦い）。追い詰められた木沢を救うだけの力は晴元になく対応に窮したが、茨木長隆の発案により、原因の一端に関わった山科本願寺に一向一揆の動員を要請することとした。

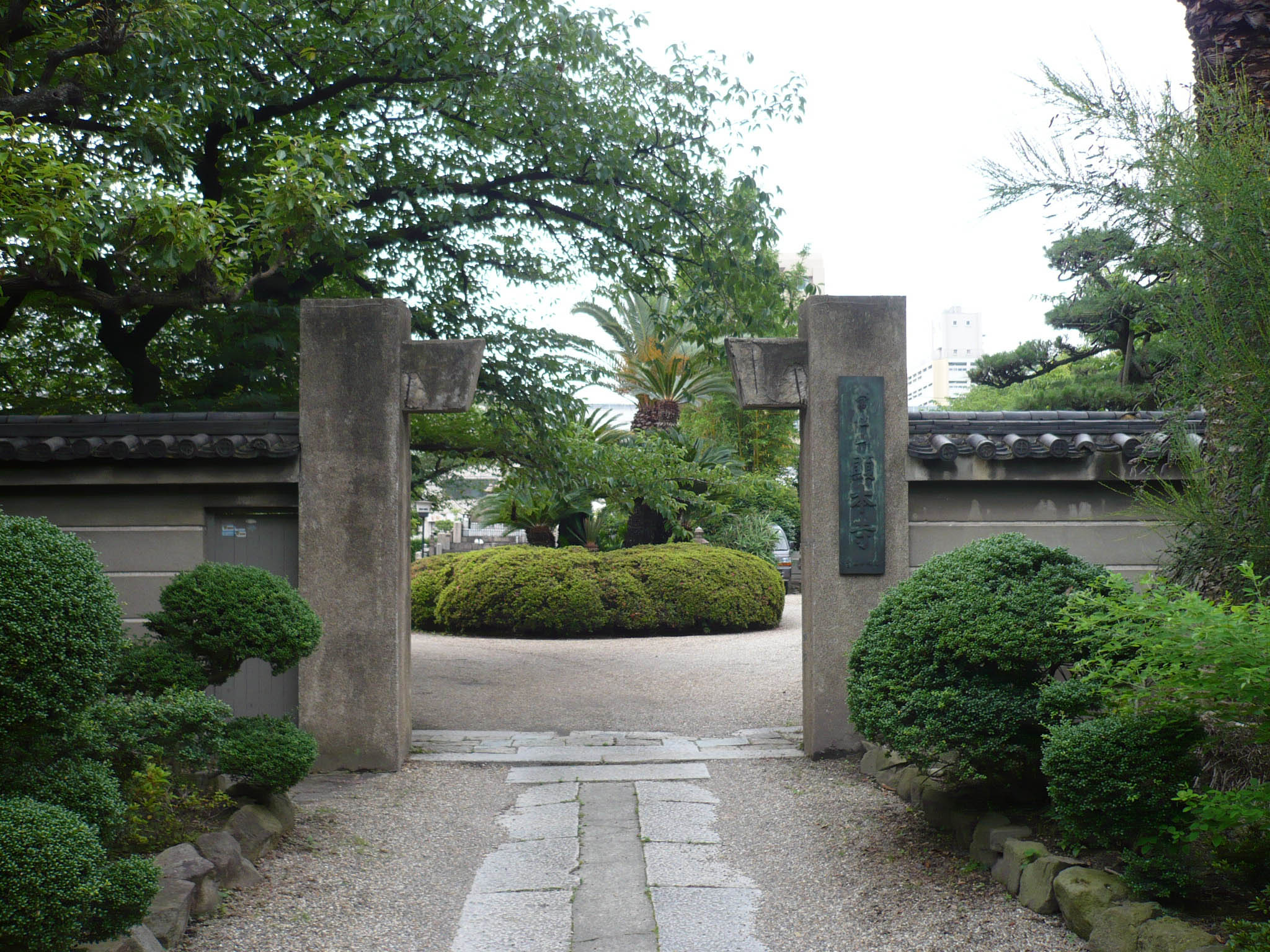
現在の顕本寺

これに応じて摂津・河内・和泉に蜂起した一揆衆の勢いは凄まじく、木沢の窮地を救ったばかりか三好一秀を討ち、次いで畠山義堯を自刃させ、さらに堺の顕本寺まで進撃し、て6月20日に元長をも自害に追い込んだ（天文の錯乱）。義維も元長の後を追って切腹しようとしたが、晴元の家臣によって拘束された。こうして細川高国の滅亡からか1年で、堺公方の活動は終止符が打たれた。義維は10月に堺を出奔し、養父と同じように細川氏之を頼って阿波へ落ち延び、その翌月には将軍と晴元の間に和睦が成立した。
堺公方の崩壊について、細川晴元が京兆家の家督を獲得すると、足利義晴を廃して義維を将軍に立てようとする三好元長に対して、義晴の支持基盤の固さから義晴と和睦して将軍として擁して義維は「弟」としてその下に統合しようと考える柳本賢治・松井宗信・木沢長政の路線対立があったと考えられる。この問題は元長の子である三好長慶が畿内の実権を握った後も残され、四国に多くいる義維派の支持を引き留めるために義維を庇護し続ける一方で、畿内の政治的安定のために義輝を将軍として擁立し続ける必要がある、という相反した行動を取り続けることになったとされる。

## 足利義維（義冬）のその後
阿波国平島に逃げ戻った義維は、名を義冬と改めた。
なお、三好元長ら四国に基盤を持つ家臣に支持された義維（義冬）を擁立する主張と柳本賢治・松井宗信・木沢長政ら畿内に基盤を持つ家臣に支持された現実的に世間から支持を得ている義晴との和解を望む主張の対立は細川政権・三好政権を通じて、課題として残された。
元長の子である三好長慶が義維（義冬）を擁して、義晴の後継者である足利義輝と対立しながらも遂に義輝から義維（義冬）への将軍交代に踏み切れなかった理由としては、京都とその周辺では義晴・義輝父子の権威が依然として認められ続けて、その権威を否定することが困難であったからと考えられている。
その後の義冬及び、その後裔の阿波公方のことは、それらの項目に譲る。

## 「堺幕府」論
中世史家の今谷明は、戦国期畿内政治史を修士論文のテーマとして室町幕府と細川・三好氏など他の大名家の交付した文書を分析し、朝廷の改元を無視した奉行人連署奉書があることに疑問を抱いた。斎藤基速・斎藤誠基を中心に幕府奉行人層の出身者と思しい6名がこの旧年号使用の文書計17通の署名者（奉者）となっており、蒐集を進めた結果、それらを含む50数通がこの集団によって出され、京都の古寺社や公家の旧家に残存していることが判明した。
奉行人奉書は大永7年（1527年）から享禄4年（1531年）の4年間に集中して出されており、「堺公方御下知」と呼ばれている目録のあるものを基に、堺公方義維の発給文書であると推測するに至った。そして、当時の室町幕府は京都不在で機能を停止しており、堺公方の政権（堺幕府）は幕府としての機構を備え、京都を中心に実質的な支配を行っていたと論じた。
しかし、義維は将軍宣下をついに受けることはなく入京も果たさないまま短期間で没落したため、そのような地域権力を幕府と呼びうるのかという異論もある。例えば、将軍義晴側の奉行人奉書がほぼ同数発給されていた事実も明らかになっているなど、幕府（江州大樹）が機能を停止したとは言うには厳しい。また、義晴は多くの守護や国人に軍勢を催促する御内書を送り、守護への偏諱授与や官位の昇任申請も行っている。しかし現在のところ、それに対した義維の御内書は、わずかしか確認されていない。
これらのことを踏まえると、堺公方の政権は、幕府（江州大樹）に取って代わる可能性があったが、それは可能性のままで終わり、中央政権になり損ねた一地方政権であった、ということになる。